# محوطه شماره ۱ بمپور
محوطه شماره ۱ بمپور مربوط به دوره اشکانیان دوره ساسانیان است و در شهرستان ایرانشهر، بخش بمپور، دهستان قاسم‌آباد، روستای سیدآباد واقع شده و این اثر در تاریخ ۱۴ اسفند ۱۳۸۵ با شمارهٔ ثبت ۱۷۸۸۲ به‌عنوان یکی از آثار ملی ایران به ثبت رسیده است.